# Val Gardena

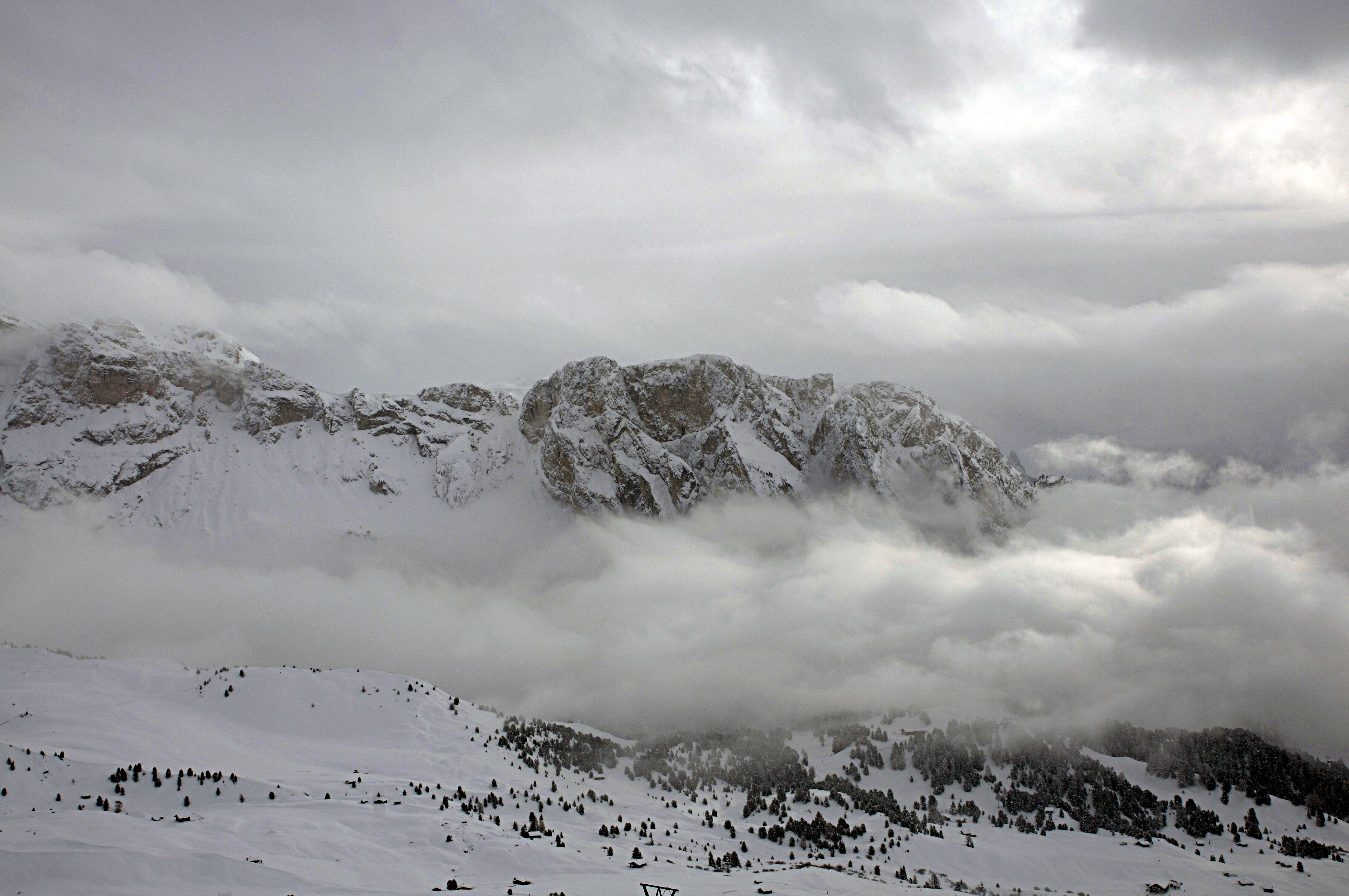
Pasmo Steiva w Val Gardena

Val Gardena (niem. Gröden, lad. Gherdëina) – dolina w Dolomitach, w północnych Włoszech. Ośrodek narciarski, organizujący między innymi zawody Pucharu Świata w narciarstwie alpejskim mężczyzn, przeważnie w zjeździe i supergigancie, na trasie Saslong.
Val Gardena to jedna z pięciu dolin, w których większość stanowi ludność posługująca się językiem ladyńskim.

## Miasta
W dolinie znajdują się trzy miejscowości: Ortisei, Selva di Val Gardena i Santa Cristina Valgardena.
W latach 1916–1960 miasta te były połączone wąskotorową linią kolejową, która obecnie służy przybyszom jako atrakcja turystyczna.

## Przemysł Drzewny
Przemysł drzewny rozwijał się w Gherdëina od XVII wieku. Od XIX wieku, produkowane są tam rzeźby i ołtarze rzeźbione dla kościołów katolickich na całym świecie. Na przełomie XIX i XX wieku zaczęto rzeźbienie drewnianych zabawek, z biegiem czasu stało się tak powszechne że praktycznie każda Gherdëinska rodzina wykonywała takie zabawki. Zabawki te zostały wykorzystane w powieści brytyjskiej pisarki Amelii Edwards zatytułowanej lalka Peg która była bardzo popularna w całej Europie i Ameryce.
Kościół parafialny w Ortisei jest udekorowany bogatymi zbiorami posągów, rzeźb wykonanych przez lokalnych artystów w ciągu ostatnich dwóch stuleci.
Muzeum Gherdeina w Ortisei posiada bogatą kolekcję zabytkowych drewnianych zabawek, różnego rodzaju rzeźb, figurek i posągów.

## Sport
- W Val Gardena istnieje drużyna hokejowa o nazwie HCGardena, która regularnie występuje w hokejowej Serie A.
- Z Val Gardena pochodzi utytułowana włoska łyżwiarka figurowa Carolina Kostner; jej kuzynką jest dwukrotna złota medalistka w mistrzostwach świata w narciarstwie alpejskim Isolde Kostner.
- Val Gardena jest jednym z kilku okolicznych ośrodków narciarskich, przez które przebiega tzw. trasa Sella Ronda (pętla narciarska).
- W 1970 roku odbyły się tutaj 21. Mistrzostwa Świata w Narciarstwie Alpejskim.
- Od 1990 roku w Val Gardena jest rozgrywany międzynarodowy łyżwiarski puchar o nazwie Gardena Spring Trophy, w którym polska łyżwiarka Anna Jurkiewicz wywalczyła złoty medal w 1998 roku.